# Spirastrellidae
Famille
Les Spirastrellidae forment une famille de spongiaires de l'ordre Clionaida. Les espèces présentes dans cette famille sont marines.

## Liste des genres
Selon World Register of Marine Species (13 mai 2016) :
- genre Diplastrella Topsent, 1918
- genre Spirastrella Schmidt, 1868